# Ermita de la Santa Creu (Montesa)
L'ermita de la Santa Creu és un petit temple situat sobre una lloma a les proximitats de la població, en el municipi de Montesa. És un Bé de Rellevància Local amb identificador nombre 46.23.174-004.

## Història
L'ermita va ser construïda al segle xvi, ja que apareix en documents de 1606. Va viure en ella un ermità fins a finals del segle XIX. Anualment se celebra una eucaristia el diumenge més proper al 3 de maig, amb motiu de la benedicció de termes.

## Descripció
Es tracta d'un senzill edifici de planta rectangular, amb l'entrada situada en un lateral. L'interior es cobreix amb volta de canó rebaixada. L'altar original és d'obra, està adossat a la paret del presbiteri, presidit per una creu rústica de fusta. Un altar exempt més modern s'utilitza per al culte.
L'edificació és la juxtaposició de dos cossos en la unió dels quals s'alça una espadanya de maçoneria. Aquests cossos són el temple pròpiament dit, seguit en la seua capçalera de la sagristia. L'accés a la sagristia és mitjançant una porta en el presbiteri. La cobertura del conjunt és a quatre aigües. Una decoració de pedra a manera de banc recorre les parets de la nau.
Les úniques obertures a l'exterior són la porta d'accés, abocinada, i un finestró quadrat que dona a la sagristia.